# Матросов, Владимир Мефодьевич
Владимир Мефодьевич Матросов (8 мая 1932, Шипуново, Западно-Сибирский край — 17 апреля 2011, Москва) — российский учёный в области теоретической механики и прикладной математики, доктор физико-математических наук, академик РАН, лауреат Государственной премии.
Профессор, заведующий кафедрой прикладной математики Иркутского университета (1975—1991). Основатель и директор Иркутского вычислительного центра СО РАН (1980—1991).

## Биография
Родился в селе Шипуново Алтайского края. В 1950 году окончил школу в Барнауле, в 1956 году — факультет летательных аппаратов Казанского авиационного института (диплом с отличием).
Оставлен в аспирантуре, в 1959 г. защитил кандидатскую диссертацию.
Работал в Казанском авиационном институте. С 1956 по 1968 — ассистент, доцент кафедры теоретической механики, в 1968—1972 заведующий кафедрой высшей математики. В 1972 создал кафедру кибернетики и возглавлял её до 1975.
В 1968 защитил диссертацию доктора физико-математических наук. Профессор (1970).
В 1975 по приглашению директора Сибирского отделения Академии Наук СССР Г. И. Марчука переехал в Иркутск. Работал заведующим отделом, заместителем директора института. Одновременно в 1975—1991 зав. кафедрой прикладной математики Иркутского государственного университета. С 1977 по 1991 член Президиума Восточно-Сибирского филиала Сибирского отделения Академии наук СССР.
В 1980—1991 первый директор Иркутского вычислительного центр СО АН СССР, в создании которого принимал непосредственное участие.
Темы научных исследований — разработка основных концепций абстрактной теории управления и построения математических моделей систем процессов различной природы, технология математического моделирования, решение задач динамики и управления на базе комплекса пакетов программ.
С 1976 член-корреспондент АН СССР по Отделению механики и процессов управления, в 1987 избран академиком по Отделению проблем машиностроения, механики и процессов управления.
С 1991 директор Московского филиала Института проблем транспорта РАН (с 1996 — Центр исследований устойчивости и нелинейной динамики при Институте машиноведения имени А. А. Благонравова РАН).
В 1994—2001 руководитель Центра моделирования устойчивого развития общества в Институте социально-политических исследований РАН.
В 1998—2003 преподаватель, зав. кафедрой математической кибернетики Московского авиационного института, профессор кафедры методологии социологических проблем МГУ им. М. В. Ломоносова.
Умер в Москве, похоронен на Троекуровском кладбище.

## Награды
- Государственная премия СССР в области науки и техники (1984) — за цикл работ «Разведка метода векторных функций Ляпунова для анализа устойчивости и других динамических свойств нелинейных систем» (опубликован в 1962—1981).
- Награждён орденами Дружбы народов (1988), «Знак Почёта» (1981), Почёта (2004).

## Память
Его именем названа малая планета — объект 17354 — «Матросов».

## Известные адреса
- Казань, проспект Ибрагимова, дом 55.[4]

## Публикации
- Метод сравнения в математической теории систем / В. М. Матросов, Л. Ю. Анапольский, С. Н. Васильев; отв. ред. В. М. Матросов. — Новосибирск : Наука. Сибирское отд-ние, 1980. — 481 с. : ил.; 21 см.
- Алгоритмы вывода теорем метода векторных функций Ляпунова / [В. М. Матросов, С. Н. Васильев, В. Г. Каратуев и др.]; Под ред. В. М. Матросова. — Новосибирск : Наука : Сиб. отд-ние, 1981. — 271 с. : ил.; 22 см;
- Моделирование и прогнозирование показателей социально-экономического развития области / В. М. Матросов, В. Б. Головченко, С. И. Носков; Отв. ред. С. Н. Васильев; АН СССР, Сиб. отд-ние, Иркут. ВЦ. — Новосибирск : Наука : Сиб. отд-ние, 1991. — 143,[1] с. : ил.; 22 см; ISBN 5-02-029601-5
- Устойчивое развитие цивилизации и место в ней России: проблемы формирования национальной стратегии / В. А. Коптюг, В. М. Матросов, В. К. Левашов, Ю. Г. Демянко. — Владивосток : Дальнаука, 1997. — 82,[1] с. : ил.; 20 см.
- Метод векторных функций Ляпунова: анализ динамических свойств нелинейных систем / В. М. Матросов. — М. : Физматлит, 2001. — 380 с. : ил.; 22 см; ISBN 5-9221-0091-2

Редакторская деятельность
- Новая парадигма развития России. — М., 1999.
- Новая парадигма развития России : (комплексные исследования проблем устойчивого развития) : [монография] / ''Абалкин Л. И., Аксёнов В. В., Алтухов Ю. П., Баранов В. В., Батурин В. А., Бурносов С. В., Васильев С. Н., Вальтух К. К., Ващекин Н. П., Величенко В. В., Венедиктов Д. Д., Верхозина И. О., Воробьёв В. В., Воропай Н. И., Гирусов Э. В., Голицын Г. С., Гуляев Ю. В., Данилина Е. В., Демянко Ю. Г., Дружинин И. П. и др. ; Российская акад. наук, Ин-т машиноведения им. А. А. Благонравова [и др.]; под ред. В. А. Коптюга, В. М. Матросова, В. К. Левашова. — Изд. 2-е. — Москва : Academia ; Иркутск : [б. и.], 2000. — XIX, 459 с. : ил., портр., табл.; 28 см; ISBN 5-87444-114X : 600 экз.
- см. также Список трудов в каталоге РГБ (в ссылках).

Учебные пособия
- Учение о ноосфере, глобальное моделирование и устойчивое развитие : курс лекций / В. М. Матросов, К. В. Измоденова-Матросова. — М. : Academia, 2005 (ПИК ВИНИТИ). — 362 с. : ил., табл.; 20 см. — (Учебники. Учебные пособия. Методические материалы).; ISBN 5-87444-211-1 (в пер.)
- Теория устойчивости многокомпонентных нелинейных систем : учебник для студентов высших учебных заведений, обучающихся по специальности 160201 «Самолёто- и вертолетостроение» / В. М. Матросов, Р. И. Козлова, Н. И. Матросова. — Москва : Физматлит, 2007. — 184 с. : ил.; 22 см; ISBN 978-5-9221-0854-6 (В пер.)

Избранные статьи
- Принцип сравнения с вектор-функцией Ляпунова. I—IV // Дифференциальные уравнения. — 1968. — Т. 4. — № 8, № 10; 1969. — Т. 5. — № 7, № 12.